# Minister za gospodarstvo in finance Italijanske republike
Minister za gospodarstvo in finance Italijanske republike (italijansko Ministro dell'Economia e delle Finanze), krajše gospodarski minister ali finančni minister, je vodja ministrstva, ki nadzira državne prihodke in odhodke ter usmerja gospodarsko in finančno politiko Italije. Njegove glavne funkcije so:
- programiranje javnih investicij;
- ugotavljanje postavk javnih stroškov in nadzor nad uporabo javnih sredstev;
- proračunska in davčna politika;
- organizacija tributnega sistema;
- uprava državnih zemljiških posesti, davčnega katastra in carine;
- koordinacija državnih intervencij za ekonomski razvoj; upravljanje njim dodeljenih finančnih sredstev;
- oblikovanje državnega proračuna; nadzor nad njegovim izvajanjem, po potrebi z občasnimi popravki; ohranitev ravnotežja med operativnimi potrebami in finančno razpoložljivostjo;
- upravljanje prispevkov Evropskega socialnega sklada;
- nadzor neprofitnih društev in organizacij;
- članstvo v Visokem obrambnem svetu.

Sedež finančnega ministrstva Italijanske republike je v Rimu v Finančni palači. Trenutni (2024) minister je Giancarlo Giorgetti.